# Eurydinota leptomera
Eurydinota leptomera är en stekelart som beskrevs av Förster 1878. Eurydinota leptomera ingår i släktet Eurydinota, och familjen puppglanssteklar. Arten är reproducerande i Sverige.